# 唐·科汉
唐纳德·史密斯·科汉（英語：Donald Smith Cohan，1930年2月24日—2018年10月20日），生于纽约州，美国男子帆船运动员。他曾代表美国参加1972年夏季奥林匹克运动会帆船比赛，获得一枚铜牌。